# Brestov (Humenné)
Brestov (bis 1927 slowakisch „Humenský Brestov“; ungarisch Alsóberek – bis 1907 Homonnabresztó) ist eine Gemeinde im Osten der Slowakei mit 569 Einwohnern (Stand: 31. Dezember 2024), die zum Okres Humenné, einem Kreis des Prešovský kraj, gehört. Sie ist Teil der traditionellen Landschaft Zemplín.

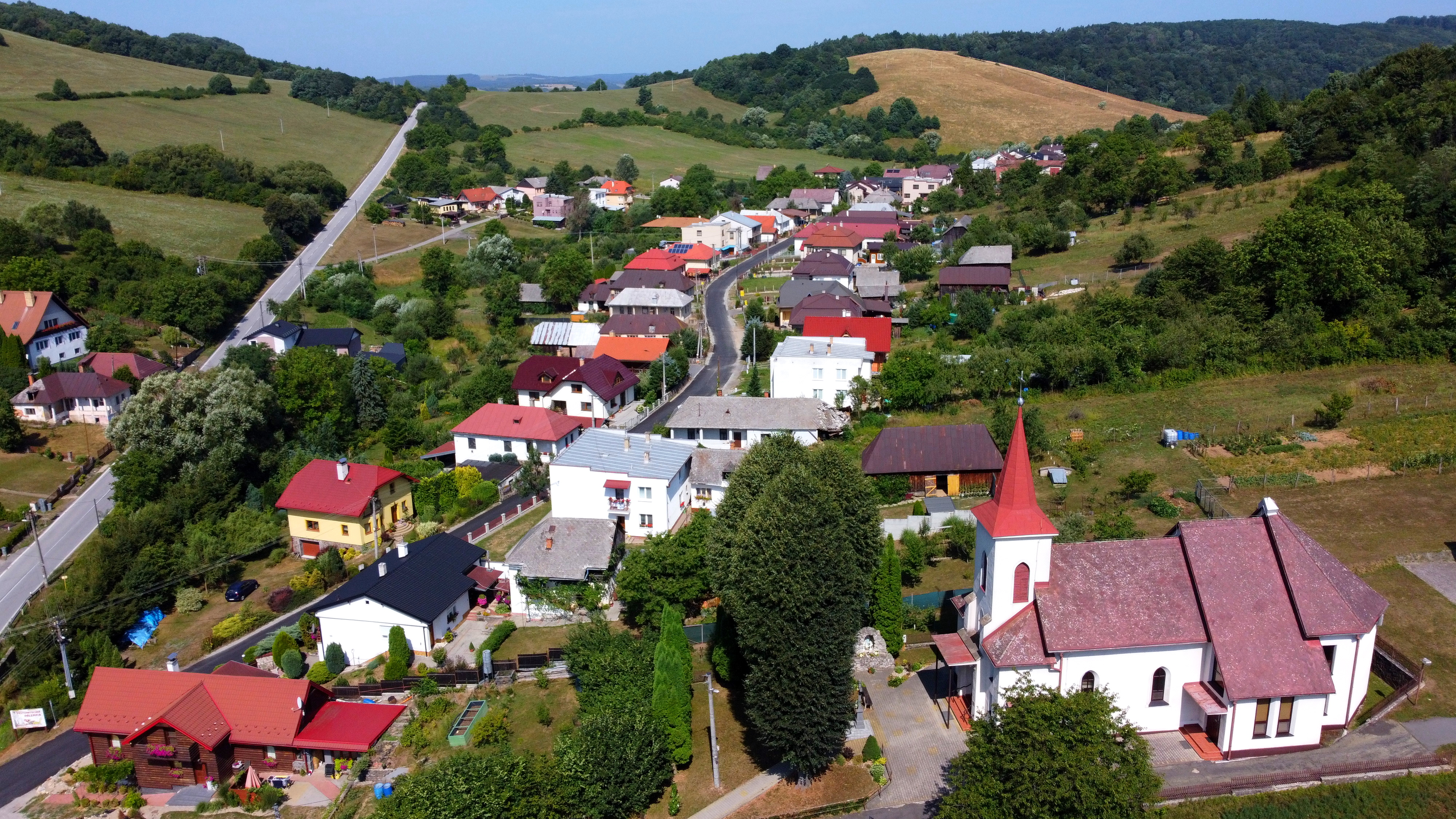
Blick zum Ort

## Geographie
Die Gemeinde befindet sich am Südrand der Niederen Beskiden im Bergland Ondavská vrchovina, im Tal des Baches Hlboký potok im Einzugsgebiet des Laborec. Das Ortszentrum liegt auf einer Höhe von 207 m n.m. und ist vier Kilometer von Humenné entfernt.
Nachbargemeinden sind Sopkovce und Nižné Ladičkovce im Norden, Ľubiša und Veľopolie im Nordosten, Humenné im Osten, Südosten und Süden, Myslina im Südwesten und Gruzovce im Westen und Nordwesten.

## Geschichte
Brestov wurde zum ersten Mal 1543 (nach älteren Quellen erst 1567) als Brezto schriftlich erwähnt, weitere historische Bezeichnungen sind unter anderen Homonsky Brestow (1773) und Humenský Brestow (1808). Das Dorf war zuerst Teil des Herrschaftsgebiets von Humenné, im späten 18. Jahrhundert war es Besitz der Familie Dernáth, im 19. und 20. Jahrhundert besaß das Geschlecht Andrássy die Ortsgüter. 1567 wurden drei Porta verzeichnet, 1715 gab es drei verlassene und sieben bewohnte Haushalte. 1787 hatte die Ortschaft 30 Häuser und 262 Einwohner, 1828 zählte man 32 Häuser und 242 Einwohner, die als Fuhrleute, Waldarbeiter und Arbeiter in einer Ziegelei tätig waren. 1917 brannte eine Hälfte des Ortes nieder.
Bis 1918/1919 gehörte der im Komitat Semplin liegende Ort zum Königreich Ungarn und kam danach zur Tschechoslowakei beziehungsweise heute Slowakei. In der Zeit der ersten tschechoslowakischen Republik waren die Einwohner als Landwirte beschäftigt. Nach dem Zweiten Weltkrieg wurde die örtliche Einheitliche landwirtschaftliche Genossenschaft (Abk. JRD) im Jahr 1959 gegründet und 1965 vom Staatsgut übernommen, ein Teil der Einwohner pendelte zur Arbeit nach Humenné und Strážske.

## Bevölkerung
| Jahr                | 1994 | 2004    | 2014    | 2024    |
| ------------------- | ---- | ------- | ------- | ------- |
| Anzahl der Personen | 501  | 546     | 599     | 569     |
| Unterschied         |      | +8,98 % | +9,70 % | −5,00 % |

| Jahr                | 2023 | 2024    |
| ------------------- | ---- | ------- |
| Anzahl der Personen | 580  | 569     |
| Unterschied         |      | −1,89 % |

Nach der Volkszählung 2011 wohnten in Brestov 573 Einwohner, davon 542 Slowaken, 16 Russinen, drei Ukrainer sowie jeweils ein Magyare, Mährer und Tscheche. Neun Einwohner machten keine Angabe zur Ethnie.
478 Einwohner bekannten sich zur römisch-katholischen Kirche, 50 Einwohner zur griechisch-katholischen Kirche und neun Einwohner zur orthodoxen Kirche. 20 Einwohner waren konfessionslos und bei 16 Einwohnern wurde die Konfession nicht ermittelt.

## Bauwerke und Denkmäler
- römisch-katholische Kirche Mariä Himmelfahrt[6]

## Verkehr
Durch Brestov führt die Cesta III. triedy 3826 („Straße 3. Ordnung“) von Humenné (Anschluss an die Cesta I. triedy 74 („Straße 1. Ordnung“)) heraus und weiter nach Ohradzany und Košarovce. Der nächste Bahnanschluss ist in Humenné an den Bahnstrecken Michaľany–Łupków und Humenné–Stakčín.